# Privilegium Ottonianum

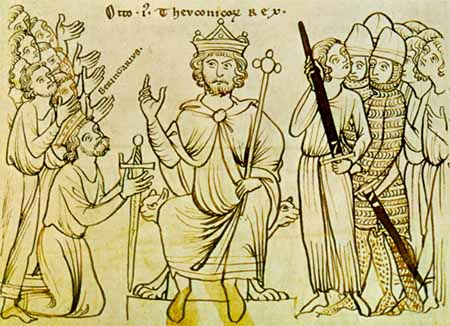
Otón I, emperador del Sacro Imperio Romano Germánico.

El Privilegium Othonis, llamado también Privilegium Ottonianum o Diploma Ottonianum (en español: «privilegio de Otón», «privilegio otoniano» o «diploma otoniano») es una legislación imperial estipulada en Roma el 13 de febrero de 962 entre Otón I de Alemania y el Papa Juan XII, pocos días después de la llegada de Otón a Roma el 2 de febrero, para ser coronado emperador.
La autenticidad del contenido del documento, muy discutida, parece cierta aun cuando la versión actualmente existente, conservada en el Archivo Apostólico Vaticano, parece ser un duplicado del original, que probablemente se ha perdido.

## Contenido
El documento establecía que la elección papal se realizaría solo con el consenso del Emperador del Sacro Imperio Romano Germánico y con la presencia de sus representantes; además, Otón se atribuyó a sí mismo los derechos reales de vigilancia, también militar, sobre la ciudad de Roma. Otón se empeñó luego en reconocer todas las donaciones territoriales ofrecidas por Pipino el Breve y Carlomagno al papado (que habían sido quitadas al Rey de Italia), que permanecieron bajo la tutela imperial. Con el privilegium Otón se erigía como defensor de la cristiandad: su intención era incitar a una reforma de la Iglesia, caída en el lujo y en la corrupción, y al mismo tiempo legitimar el control imperial sobre el papado.
Juan XII, por su parte, prestaba juramento de alianza al emperador y le prometía solicitar su aprobación cada vez que la Iglesia eligiese un nuevo Papa. También la nobleza y el pueblo romanos prestaron juramento de fidelidad a Otón.

## Desarrollos
Al año siguiente, tras la fuga de Juan XII culpable de haber traicionado el pacto de alianza con el emperador, en el curso del sínodo convocado el 6 de noviembre en la Basílica de San Pedro, Otón impuso una cláusula al privilegium, según la cual ningún futuro Papa podría ser elegido sin el beneplácito del emperador, mientras, según la primera redacción del documento, el beneplácito imperial podría llegar con la elección ya realizada.

## La confirmación
El privilegium fue confirmado a través del Diploma Heinricianum, estipulado el día del Pascua del 1020 entre el Papa Benedicto VIII (1012-1024) y el emperador Enrique II (1002-1024) en Bamberg con ocasión de la visita del Papa a la ciudad.

## Abolición del Privilegio
En los decenios sucesivos, algunos pontífices, a partir de León IX, iniciaron una reforma de la Iglesia y, consecuentemente, se opusieron al privilegium, que les limitaba su autonomía. Fue abolido formalmente por Nicolás II en el Concilio de Letrán en 1059: el Papa emanó un decreto con el cual se establecía que desde ese momento, la elección del pontífice fuera exclusivamente una prerrogativa de un colegio de cardenales, reunidos en un cónclave. La abolición del privilegio fue el motivo del duro conflicto que contrapuso a la Iglesia con el Imperio desde 1076 hasta 1122, conocido como querella de las Investiduras.